# Gustav Hansen (Politiker, 1831)
Gustav Friedrich Julius Hansen (* 28. September 1831 in Wilster; † 28. Juli 1904 in Dresden) war ein deutscher Politiker.

## Leben
Als Sohn eines Diakons geboren, studierte Hansen nach dem Besuch des Gymnasiums in Wilster Theologie und Philosophie, später Rechtswissenschaften in Bonn, Berlin und Kiel. Während seines Studiums wurde er 1849 Mitglied der Bonner Burschenschaft Frankonia. Nach seinem Studium arbeitete er von 1864 bis 1883 als Oberinspektor in Lensahn, wo er für die Holsteinisch-Oldenburgische Güterverwaltung für die Fideikomissgüter zuständig war. Von 1877 bis 1884 war er für die Freikonservative Partei Abgeordneter des Preußischen Abgeordnetenhauses (Wahlkreis Oldenburg in Holstein). Er wurde großherzoglich-oldenburgischer Hofrat und später Geheimer Regierungsrat. Von 1883 bis 1901 war er Landrat im Kreis Tondern. Zuletzt lebte er in Dresden-Strehlen.